# Controradio (Bari)
Controradio è un'emittente radiofonica di Bari nata nel 1980. Il primo nome di Controradio fu "Radio Onda Quadra". 
Trasmette sul territorio pugliese con due frequenze: 97.3 MHz (BARI città) e 97.2 MHz (Bari provincia, Valle d'Itria, Murgia, Nord Salento) e via web sul proprio sito ufficiale.
Il primo claim è stato "la radio con il cuore che batte" originariamente realizzato con la voce dell'attore Antonio_Gerardi. In quel periodo era una station all dance che trasmetteva dalle discoteche, rivolgendosi ad un pubblico giovane, amante della ritmica da club.
A seguire, con l'avvento degli altri generi musicali, la Controradio si è aperta alla sperimentazione dal rock alla world music, quindi ammiccando ad una fetta completamente diversa di pubblico, anche grazie allo slogan: "alternative station".
Dal 1997, Controradio entrò a far parte del circuito nazionale Popolare Network trasmettendone alcuni format e tutti i notiziari (ricevuti via satellite in tempo reale). 
La necessità di informare si è fatta più forte dal 2007, cambiando il motto in: "sempre sul pezzo".  La testata giornalistica è "Controradio News".
La programmazione si è focalizzata sempre di più sui fatti del territorio di Bari e della Puglia in generale. 
Nel 2002 nasce il Controfestival, maratona musicale di 48 ore in diretta radio promossa per valorizzare i nuovi talenti pugliesi
Controradio ha organizzato il Controtour, rassegna estiva itinerante. 
A partire dal 2009 Controradio Bari esce dal network di Radio Popolare per operare in autonomia editoriale.
L'editore della radio è stato Walter Mondino, scomparso nel 2022. Dal 1996 al 2016 la direzione artistica è stata del deejay Carlo Chicco.
Nel 2022 l'amministrazione è stata affidata a Marco Angelico, anche conosciuto radiofonicamente come Marco Greco.
L'emittente trasmette classici della musica e notiziari.